# Aghondi
Aghondi est une localité située dans la région de Singida, en Tanzanie. Selon le recensement de 2002, la localité comptait 4027 habitants.

## Source
- (en) Cet article est partiellement ou en totalité issu de l’article de Wikipédia en anglais intitulé « Aghondi » (voir la liste des auteurs).